# مضاعفات الوسيط
مضاعفات الوسيط
مضاعف ال,sd' (MoM) هو مقياس لمدى انحراف نتيجة اختبار فردي عن الوسيط، يُستخدم (MoM) عادةً للإبلاغ عن نتائج اختبارات الفحص الطبي، خاصةً عندما تكون نتائج الاختبارات الفردية شديدة التباين.
تم استخدام (MoM) في الأصل كطريقة لتطبيع البيانات من المختبرات المشاركة لـ Alpha-fetoprotein (AFP) بحيث يمكن مقارنة نتائج الاختبار الفردية بعد 35 عامًا، أصبح هذا هو المعيار المعمول به للإبلاغ عن نتائج فحص مصل الأم.